# Aimera
Der Aimera ist ein linker Nebenfluss des Marobo im osttimoresischen Verwaltungsamt Cailaco (Gemeinde Bobonaro).
Der Aimera entsteht aus mehreren Wasserläufen. Der südlichste Wasserlauf entspringt in zwei nebeneinander liegenden Quellen (Lage) liegt im Suco Atudara, östlich des Berges Leolaco und nordwestlich des Ortes Tuturema. Westlich befinden sich die Quellen eines anderen Nebenflusses des Marobos, dem Boroulo. Der Wasserlauf fließt nach Norden und erreicht den Suco Goulolo. Hier bildet er die Ostgrenze der Aldeia Ilat-Bote. Von Westen her vereinigen sich zwei weitere Wasserläufe, die in Ilat-Bote entspringen (Lage, Lage, Lage, Lage, Lage, Lage) mit dem Bach aus Atudara. Der Aimera bildet nun die Grenze zwischen den Sucos Goulolo und Guenu Lai. Auch aus Guenu Lai münden kleine Bäche in den Aimera. Von Süden aus kommt noch ein größerer Wasserlauf aus dem Zentrum von Goulolo (Lage) dazu und mündet beim Dorf Malilia in den Aimera. Schließlich mündet der Aimera in den Marobo. Hier ist der Aimera über 100 Meter breit.